# Farnley (West Yorkshire)
Farnley – dzielnica miasta Leeds, w Anglii, w West Yorkshire, w dystrykcie metropolitalnym Leeds. Leży 5,4 km od centrum miasta Leeds i 273,1 km od Londynu. W 1901 roku civil parish liczyła 4351 mieszkańców. Farnley jest wspomniana w Domesday Book (1086) jako Fernelei.